# Liste der Monuments historiques in Abzac (Gironde)
Die Liste der Monuments historiques in Abzac führt die Monuments historiques in der französischen Gemeinde Abzac auf.

## Liste der Bauwerke
| Bezeichnung                 | Beschreibung              | Standort | Kennzeichnung | Schutzstatus | Datum | Bild           |
| --------------------------- | ------------------------- | -------- | ------------- | ------------ | ----- | -------------- |
| Schloss und Mühle von Abzac | Erbaut 1660               | (Lage)   | PA00083105    | Classé       | 2013  |                |
| Kirche St-Pierre            | Erbaut im 12. Jahrhundert | (Lage)   | PA00083104    | Inscrit      | 2011  | weitere Bilder |
| Manufaktur Abzac            |                           | (Lage)   | PA00083106    | Inscrit      | 1980  |                |

## Liste der Objekte
| Bezeichnung                                  | Beschreibung                                       | Standort                       | Kennzeichnung | Schutzstatus | Datum | Bild |
| -------------------------------------------- | -------------------------------------------------- | ------------------------------ | ------------- | ------------ | ----- | ---- |
| Kanzel                                       | Holz und Marmor, erste Hälfte des 18. Jahrhunderts | in der Kirche St-Pierre (Lage) | PM33002464    | Inscrit      | 2014  |      |
| Kreuzwegstationen mit 14 Bas-Reliefs         | Gips, 1925                                         | in der Kirche St-Pierre (Lage) | PM33002459    | Inscrit      | 2014  |      |
| Gemälde Der Lanzenstich in die Seite Christi | 17. Jahrhundert                                    | in der Kirche St-Pierre (Lage) | PM33002462    | Inscrit      | 2014  |      |
| Ölgemälde Geburt Christi                     | 1744                                               | in der Kirche St-Pierre (Lage) | PM33002461    | Inscrit      | 2014  |      |
| Tabernakel                                   | Holz, bemalt und vergoldet, 1807                   | in der Kirche St-Pierre (Lage) | PM33002460    | Inscrit      | 2014  |      |
| Skulptur Christus am Kreuz                   | Holz, 18. Jahrhundert                              | in der Kirche St-Pierre (Lage) | PM33002458    | Inscrit      | 2014  |      |
| Votivbild Madonna mit Kind                   | 19. Jahrhundert                                    | in der Kirche St-Pierre (Lage) | PM33002463    | Inscrit      | 2014  |      |